# Distretto di Chochope
Il distretto di Chochope è uno dei dodici distretti della provincia di Lambayeque, in Perù. Si trova nella regione di Lambayeque e si estende su una superficie di 79,27 chilometri quadrati.

Istituito il 11 ottobre 1909, ha per capitale la città di Chochope; nel censimento del 2005 contava 1.107 abitanti.